# Atmosfeer (scheikunde)
Met de atmosfeer wordt in de scheikunde de gasomgeving bedoeld waaronder een bepaalde chemische reactie plaatsvindt. 
Voorbeelden van gebruik:
- Een inerte atmosfeer: een gasmengsel dat niet met de reactanten kan reageren.
- Een stikstofatmosfeer: 100% stikstofgas.